# ینو فوک
یِنو فوک (به مجاری: Fock Jenő) (زاده ۱۷ مهٔ ۱۹۱۶ – درگذشته ۲۲ مهٔ ۲۰۰۱) سیاست‌مدار اهل مجارستان بود که از ۱۴ آوریل ۱۹۶۷ تا ۱۵ مه ۱۹۷۵ سمت نخست‌وزیری داشت. او پنج روز پس از تولد ۸۵ سالگی‌اش در بوداپست درگذشت.